# Nothobranchiidae
Nothobranchiidae (Killivisjes) zijn een familie van straalvinnige vissen uit de orde van Cyprinodontiformes (Tandkarpers).

## Geslachten
- Aphyosemion G. S. Myers, 1924
- Archiaphyosemion Radda, 1977
- Callopanchax G. S. Myers, 1933
- Epiplatys T. N. Gill, 1862
- Episemion Sonnenberg, Blum & Misof, 2006
- Fenerbahce Özdikmen, Polat, Yılmaz & Yazıcıoğlu, 2006
- Foerschichthys Scheel & Romand, 1981
- Fundulopanchax G. S. Myers, 1924
- Nimbapanchax Sonnenberg & Busch, 2009
- Nothobranchius W. K. H. Peters, 1868
- Pronothobranchius Radda, 1969
- Scriptaphyosemion Radda & Pürzl, 1987